# ليسوم صغير الأوراق
ليسوم صغير الأوراق  (الاسم العلمي: Illicium parvifolium) هو نوع نباتي يتبع جنس الليسوم من فصيلة الشزندرية.